# Thomas Flemming
Pour les articles homonymes, voir Flemming.
Thomas Flemming, né le 14 juillet 1967 à Bad Schlema, est un nageur allemand ayant concouru pour la République démocratique allemande.

## Palmarès

### Jeux olympiques
- Séoul 1988
  -  Médaille d'argent en 4 × 200 m nage libre.
  -  Médaille de bronze en 4 × 100 m nage libre[1].

### Championnats du monde
- Championnats du monde de natation 1986 à Madrid
  -  Médaille d'or en 4 × 200 m nage libre.

### Championnats d'Europe
- Championnats d'Europe 1987 à Strasbourg :
  -  Médaille d'or en 4 × 100 m nage libre ;
  -  Médaille d'argent en 4 × 200 m nage libre.
- Championnats d'Europe 1989 à Bonn :
  -  Médaille de bronze en 4 × 200 m nage libre.